# Бобров, Флавиан Флавианович
Флавиан Флавианович Бобров (укр. Флавіан Флавіанович Бобров; 27 ноября 1881 — 21 июня 1948) — российский и советский учёный-технолог, доктор технических наук, профессор, заведующий кафедрой целлюлозно-бумажного производства (1938—1948) Киевского политехнического института.

## Биография
Родился 27 ноября 1881 года в Санкт-Петербурге. Брат Викторина Боброва.
Общее образование получил в Саратовском Александро-Мариинском реальном училище. В 1907 году окончил Киевский политехнический институт, в течение 1907—1917 годов преподавал там и в Коммерческом институте в Киеве. В 1917—1930 годах работал на целлюлозно-бумажных производствах и руководящей работе в Центральном бумажном тресте УВРНГ в Москве, одновременно исполнял обязанности доцента в Московском институте народного хозяйства (МИНХ). В 1930—1938 годах заведовал кафедрой целлюлозно-бумажного производства Индустриального педагогического института имени К. Либкнехта, затем Химико-технологического института (МХТИ) и Института хозяйственников Народного комиссариата военной промышленности СССР, руководил научно-исследовательской группой в Центральном научно-исследовательском институте целлюлозно-бумажного производства (ЦНИИБ) (Москва).
В 1927—1934 годах принимал участие в составлении «Технической энциклопедии» под редакцией Л. К. Мартенса, автор статей по тематике «химия древесины».
С 1 сентября 1938 года работал в Киевском политехническом институте. С 1937 года — доктор наук, а в 1939 году утверждён в учёном звании профессора. В 1944 году награждён орденом Трудового Красного Знамени. Научные исследования посвящены вопросам совершенствования технологии целлюлозно-бумажного производства.
Умер 21 июня 1948 года. Похоронен в Киеве на Лукьяновском кладбище (участок № 38, ряд 3, место 42).